# Pompstation (Turfsingel)
Het pompstation Turfsingel is een door de architect Willem Dudok in 1953 ontworpen tankstation in de stad Groningen. Het tankstation staat aan de Turfsingel 16 in de Hortusbuurt.
Het is gebouwd  voor oliemaatschappij Esso. In latere jaren is het overgegaan naar de BIM waar het zijn 'koosnaam' vandaan heeft. Tot enkele jaren geleden was het een tankstation van Gulf.
Het pompstation is een rijksmonument. In oktober 2007 is dit benzinestation voorgedragen als mogelijk rijksmonument, in het kader van het bewaren van naoorlogse wederopbouw. De aanwijzing tot rijksmonument volgde in 2010.

## Type
Er werden er 112 neergezet in het hele land, maar slechts twee gebouwtjes overleefden de tand des tijds: naast deze in Groningen is er in 1995 eentje vanaf de rijksweg A2 bij Vinkeveen overgebracht naar het museum Autotron te Rosmalen. Dit is in 2004 overgebracht naar Raamsdonksveer op het terrein van Toyota-importeur Louwman & Parqui. In schaal H0 (1:87) heeft de firma Busch een bouwpakket van dit type Esso-tankstation op de markt gebracht

## Dudok aan het Diep
Op 1 september 2018 is het benzinestation gesloten. Een nieuwe bestemming voor de locatie is gezocht onder de naam Dudok aan het Diep. Op 31 oktober 2019 zijn door drie ontwerpteams plannen gepresenteerd voor de nieuwe bestemming van het pand en de omgeving. De ontwerpteams LAOS/Vector-i, Korth Tielens/DS en Marseille Buiten/IRIS dongen mee. De inwoners van Groningen en een vakjury beoordeelden de ontwerpen, waarna op 20 november 2019 bekend werd gemaakt dat Marseille Buiten/IRIS als beste uit de bus was gekomen. Hoewel de vakjury het ontwerp van LAOS/Vector-i het beste achtte, was de publieksstem doorslaggevend. Het college van B&W heeft dit advies overgenomen. De constructie van Dudok aan het Diep staat gepland voor 2021-2022. 

## Zie ook

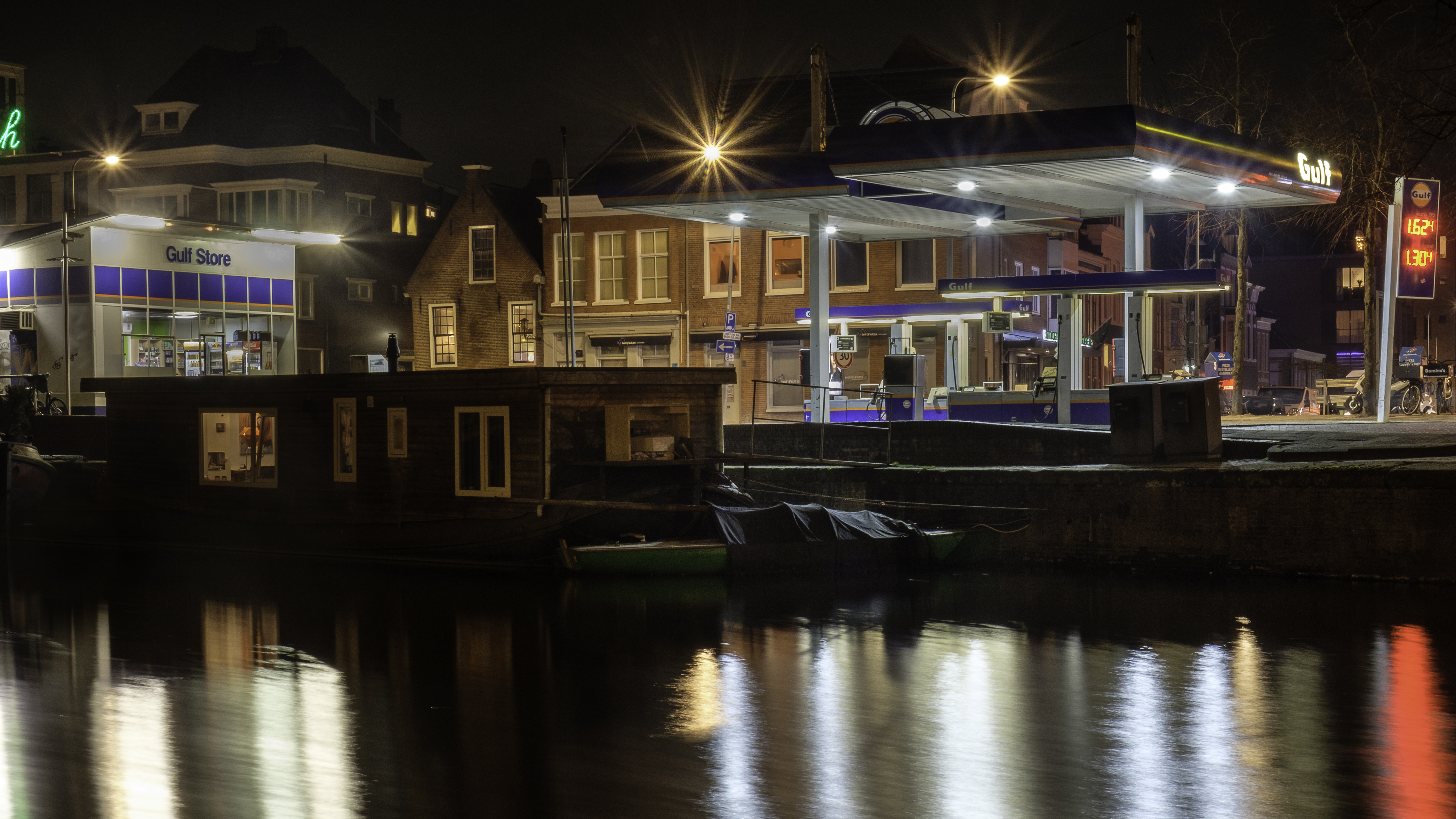
Het pompstation bij avond gezien over de Turfsingel